# Chiara Negrini
Chiara Negrini (née le 27 avril 1979 à Chiaravalle, dans la province d'Ancône, dans la région Marches) est une joueuse italienne de volley-ball. Elle mesure 1,83 m et joue au poste de réceptionneuse-attaquante.

## Clubs
| Club                  | Pays   | De        | À         |
| --------------------- | ------ | --------- | --------- |
| Volley Laives         | Italie | 1992-1993 | 1992-1993 |
| Juvenilia Volley 2000 | Italie | 1993-1994 | 1996-1997 |
| Pallavolo Omegna      | Italie | 1997-1998 | 1997-1998 |
| Teodora Ravenna       | Italie | 1998-1999 | 1998-1999 |
| Volley Latisana       | Italie | 1999-2000 | 1999-2000 |
| Volley Castelfidardo  | Italie | 2000-2001 | 2000-2001 |
| Tiboni Urbino         | Italie | 2001-2002 | 2002-2003 |
| Volley Cavazzale      | Italie | 2003-2004 | 2003-2004 |
| Volley Castelfidardo  | Italie | 2004-2005 | 2006-2007 |
| Monte Schiavo Jesi    | Italie | 2007-2008 | 2009-2010 |
| Villa Cortese         | Italie | 2010-2011 | 2010-2011 |
| Tiboni Urbino         | Italie | 2012-2013 | …         |

## Palmarès
- Challenge Cup
  - Vainqueur : 2009.
- Coupe d'Italie
  - Vainqueur : 2011.